# Haladž
Haladž, turkijska etnička skupina naseljena u Iranu;  večinom  su perzijanizirani (iranizirani), ali su još uvijek sačuvali svoj jezik, halački.

## Porijeklo
Porijeklo još nije razjašnjeno; navodi se da bi mogli biti ostaci heftalitske konfederacije, mišljenje je Josefa Marquarta, ali i da je ipak možda turkijsko.